# (191621) 2004 MN3
191621 (2004 MN3) là một tiểu hành tinh vành đai chính được phát hiện ngày 19 tháng 6 năm 2004 bởi James Whitney Young ở Đài thiên văn Núi bàn gần Wrightwood, California.